# Mên Scryfa
Der Menhir Mên Scryfa (auch Mên Scrifa, deutsch „Stein mit Schrift“) ist ein beschrifteter Standing Stone, der in der Mitte eines Feldes am Ende einer Sackgasse, nordöstlich der Straße von Madron nach Morvah in Cornwall in England steht. Die Megalithen von Mên-an-Tol liegen etwa 300 m südlich.

## Beschreibung

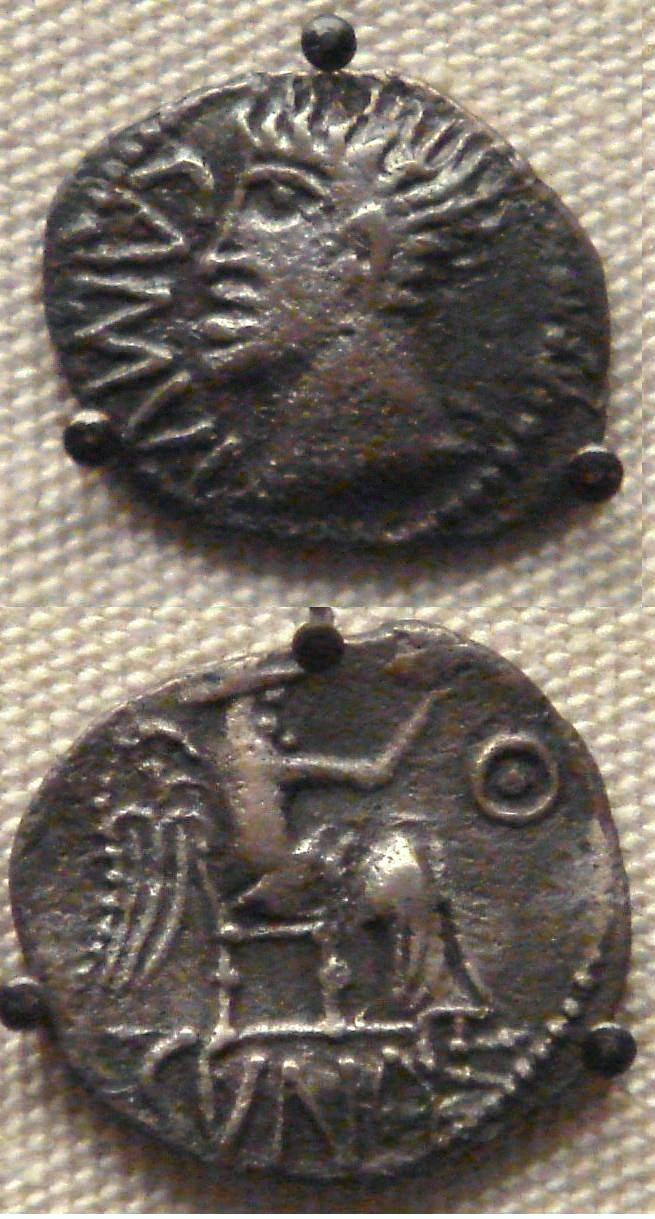
Münzen des Cunobeline

Der im Querschnitt rechteckige Stein von etwa 0,4 Meter × 0,5 Metern ist 1,7 Meter hoch. Die im Boden endende Inschrift befindet sich auf seiner Nordseite. Früher waren auf dem mit Flechten überzogenen Stein am oberen Ende zwei einfache Kreuze zu sehen. Die horizontale Achse des unteren Kreuzes ist noch sichtbar, aber der vertikale Strich ist sehr undeutlich. Der Antiquar William Borlase beschrieb den 1769 liegend vorgefundenen Stein. Er wurde 1825 aufgerichtet und 1849 von Plünderern wieder umgestürzt. Er lag 1861 mit der Schrift nach unten, als ihn John Thomas Blight (1835–1911) beschrieb und wurde 1862 in seiner gegenwärtigen Position so tief wieder errichtet, dass das letzte Wort der Inschrift vergraben ist.

## Die Inschrift
Die Inschrift in Capitalis (römische Majuskelschrift) lautet „Rialobranus Sohn des Cunovalus“. Der geschichtlich nicht überlieferte Rialobranus war vielleicht ein cornischer Kleinkönig oder Stammesführer. Rialobran (oder Ryalvran) kann kornisch „königliche Raben“ bedeuten, während britisch Cunovallos „berühmter Führer“ bedeuten kann. Damit wäre die Inschrift „königlicher Rabensohn des berühmten Führers Cunovalus“ zu lesen. Antiquare identifizieren ihn mit dem kurz nach der Zeitenwende herrschenden vorrömischen britischen König Cunobelinus, zu dessen überlieferten Söhnen Rialobran aber nicht gehört.

## Datierung
Die Inschrift wurde aus stilistischen Gründen auf das 6. bis 8. Jahrhundert n. Chr. datiert. Es wird jedoch angenommen, dass der Stein selbst ein prähistorischer Menhir ist.

## Legende
Eine populäre Überlieferung besagt, dass in der Nähe eine Schlacht gefochten wurde und Riverbranus getötet und an dieser Stelle begraben wurde. Es wird auch behauptet, dass die Länge des Steins (ungefähr 2,7 m) die Körperhöhe des Kriegers war.